# 木下博之
木下 博之（きのした ひろゆき、1980年2月18日 - ）は、大阪府八尾市出身の元バスケットボール選手、バスケットボール指導者である。ポジションはポイントガード。身長178cm、体重69kg。

## 来歴
桜宮高校から日本体育大学に進み、2001年のインカレ日体大のキャプテンとして優勝に導き、自身もMVPとなる。
卒業後、松下電器に入社。バスケットボール部に入社。同期に寺下太基。
2003年にはユニバーシアード日本代表に選出される。
2010年、30歳にして初のフル代表候補に選出され、アジア大会に出場。
2013年、パナソニックの後継チームである和歌山トライアンズに移籍。
2014年、日立サンロッカーズ東京に移籍。
2016年、Bリーグ　西地区　大阪エヴェッサに移籍。
2019年、引退。
2021年、サンロッカーズ渋谷のアシスタントコーチに就任。

## 経歴
- 大阪市立桜宮高等学校 - 日本体育大学 - パナソニック（2002年〜2013年） - 和歌山（2013年）　-　日立（2014年～2016年）　-　大阪エヴェッサ（2016年～）

### 日本代表歴
- 2003年ユニバーシアード[要出典]
- 2010年アジア競技大会

### タイトル歴
- JBL2009-2010 アシスト王　ベスト5[要出典]
- 第90回天皇杯(オールジャパン2015)　ベスト5[要出典]